# Melicharia sinhalana
Melicharia sinhalana är en insektsart som beskrevs av George Willis Kirkaldy 1891. Melicharia sinhalana ingår i släktet Melicharia och familjen Flatidae. Inga underarter finns listade i Catalogue of Life.